# 華人電視劇
華人電視劇，简称三立華劇，為三立電視之电视剧品牌。

## 歷史
2011年10月，三立電視於東京國際影視節上宣佈華人電視劇開拍計劃，並成立華人戲劇中心。三立電視行銷公關部副總經理張正芬表示，三立將投資新台幣4億元，期望創造下一個黃金十年，因此特別選在今年東京國際影視節宣佈第一部華人電視劇是《真愛找麻煩》。
2012年至2016年，三立電視為華人電視劇舉辦頒獎典禮「華劇大賞」。

## 文化特點
華人电视剧主要由三立電視制作，采用边拍边播的制作方式。

## 类型与播出時段
- 平日八點檔華劇（簡稱：華八）
- 週五十點檔華劇（簡稱：五十）
- 週日十點檔華劇（簡稱：日十）

目前播出時段（五十/日十，目前皆暫時停拍，僅華八目前拍攝中）
- 三立都會台：
  - 每週一至週五晚間8點（華八/外購/買片）
  - 每週五晚間10點（五十重播）
  - 每週六晚間10點（日十重播）
- 台視主頻：
  - 每週日晚間10點（日十）

以前播出時段
- 每週一至週五晚間9點（改播綜藝大熱門）

## 外部連結
- 三立華劇的Facebook專頁